# Saint-Servan-sur-Mer
Saint-Servan-sur-Mer è un villaggio della regione francese della Bretagna, situato nel dipartimento dell'Ille-et-Vilaine (Bretagna orientale).
Il comune di Saint-Servan è stato soppresso nel 1967 ed il suo territorio, assieme a quello di Paramé, è stato accorpato al comune di Saint-Malo.
È patria dello storico e scrittore Louis Duchesne (1843-1922); nel 1839 la beata Jeanne Jugan vi fondò la congregazione delle Piccole Sorelle dei Poveri.